# 罷工

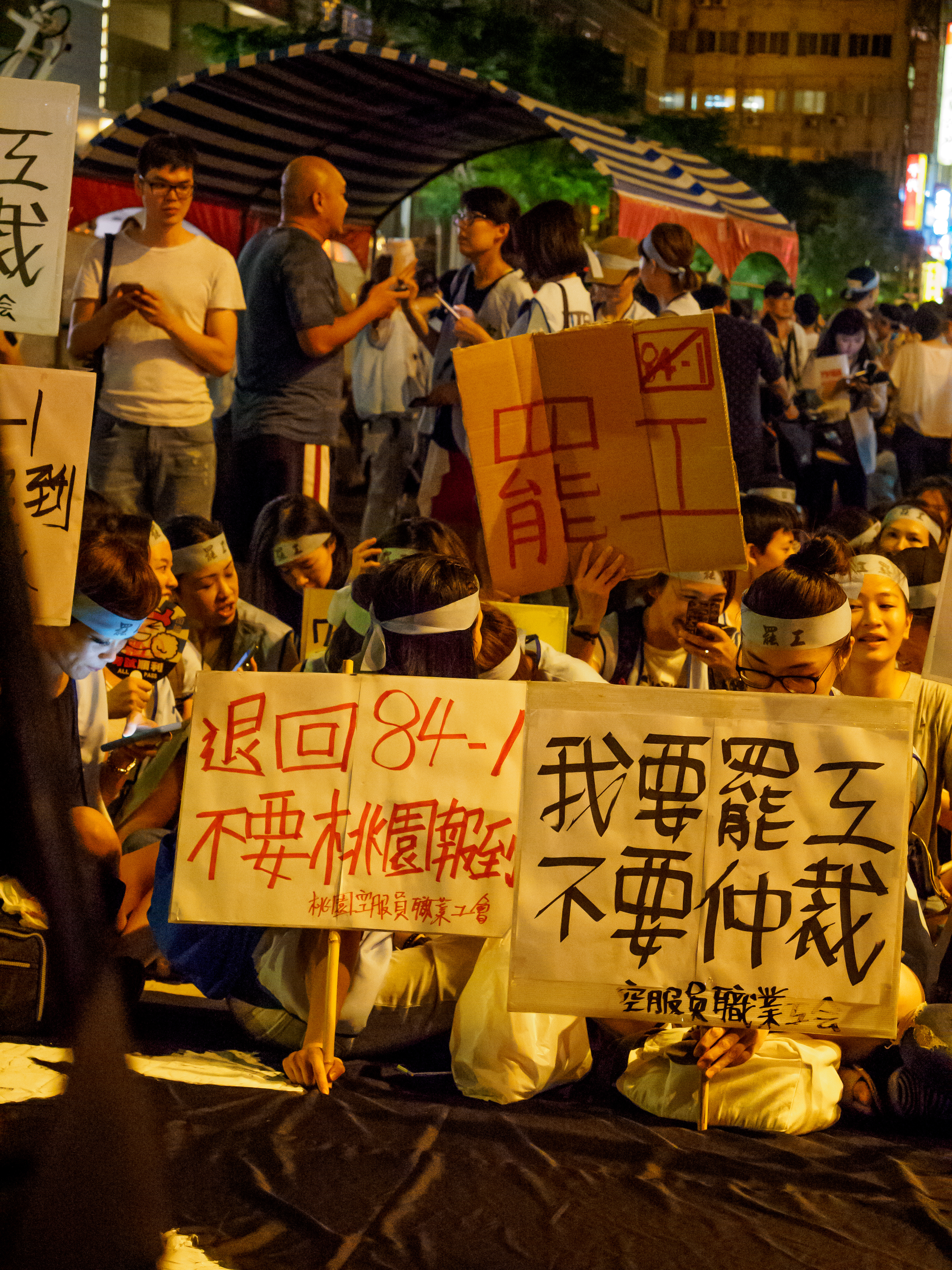
2016年中華航空空服員罷工事件

罷工行動，簡稱罷工，是工人為了維護自身利益，而集體拒絕工作的行為。在以集體勞動為重的工作行業，如工廠、煤礦等，罷工往往能夠迅速得到僱主、政府和公眾的迅速注意，從而工人所提出的要求就更可能獲得保證。在西方國家，罷工在19世紀末期和20世紀初、工業革命發生期間產生了關鍵的作用，成功迫使了政府修改政策、甚至倒台。
罷工並非現代工業社會所創的概念，雖然說大量招工在古代較不多見，但是在文明建立起來的時候，罷工就開始存在了。埃及法老王拉美西斯三世在公元前十二世紀在位期間，皇家墓園的工人就因為糧餉不夠而發起了罷工，這是一般歷史學家認為世界上的第一場罷工，顯示着工人階級首次獲得重視。本次事件在紙莎草紙上有詳細的歷史記載，保藏於意大利的都靈市埃及博物馆。

## 種類
大多數現代罷工由工會發起，主要目的是反對僱主所提出的政策。非工會組織的罷工可能是因為工會並不認同罷工策略，也可能是因為工人根本沒有聯合組織。很多國家都沒有保障無組織罷工的法律權利。也有國家規定罷工必須經過工會正式投票表態，才能得以合法地進行；英國是其中一例。
在一个城市、地区或国家中的绝大多数工人参与的罢工称为总罢工。
罷工的工人群眾可能會聚集在工作場所外面，勸說其他同僚參與罷工，或嘗試阻止僱主與客戶的交易來往。零售或服務行業的罷工稱為「罷市」。另一種罷工方式是工人留守在工作場所內，但拒絕工作或拒絕離開。
也有罷工工人會以只完成工作的最基本要求以示抗議，此方式稱為“怠工”或「按章工作」。例如，工人可能會格外嚴格地執行所有安全守則，從而減低工作效率；又或者拒絕超時工作。這些罷工方式在部份國家像極權國家的蘇聯是被勞工法律明確禁止的。
美國勞動法中的司法管轄權罷工是指一致拒絕工會維護其成員享有特定工作職責的權利，並抗議有爭議的工作分配給另一個工會的成員或無組織的工人。
在學校內，學生集體拒絕上課的行為稱為“罷課”，教師集體拒絕教課則稱為“罷教”。
罷工工人可能都屬於同一個勞工組織、同一個僱主、單一個工作單位；也可以是整個行業、城市甚至國家的工人進行集體罷工，有的罷工會與學生罷課一起進行。
從某種意義上說，同情罷工是大罷工的一種小規模形式，在該罷工中，一組工人拒絕越過另一條工人建立的糾察隊，以支持罷工工人。 由於國家勞動關係委員會的決定允許雇主為特定行業建立單獨的或“保留的”大門，同情罷工一旦成為美國建築業的規範，就變得更加困難。 次要抵制，要求工會在除為其糾察的雇主保留的門以外的任何門口建立糾察線。 同情罷工可以由工會作為一個組織進行，也可以由個別工會成員選擇不越過糾察線進行。
也有員工集體請病假，來表示抗議的罷工方式。而所謂「絕眠罷工」指工人持續工作不睡覺，以至體力漸消而無法工作。

## 法律限制
部分國家明確禁止所有公共事業的員工參與罷工。美國的《鐵路勞工法案》明確限制了航空和鐵路業員工可以合法進行罷工的場合。美國的《國家勞資關係法案》則容許罷工，但也禁止了某些罷工可導致國家危機的行業，如公共运输工人及公务员。
中国宪法中过去规定的公民权利包括罢工自由，1982年宪法取消了这个规定，但也没有明文禁止工人罢工。某些国家及地區，如墨西哥，罷工雖不違法，但会受到政府或僱主的嚴密監察，根據香港政府的僱傭條例實務守則，僱主可以將僱員參與未得到僱主許可下進行的罷工視為表現不達標或者違反不合理命令，亦可構成合理解僱的原因。

## 案例

### 美國案例

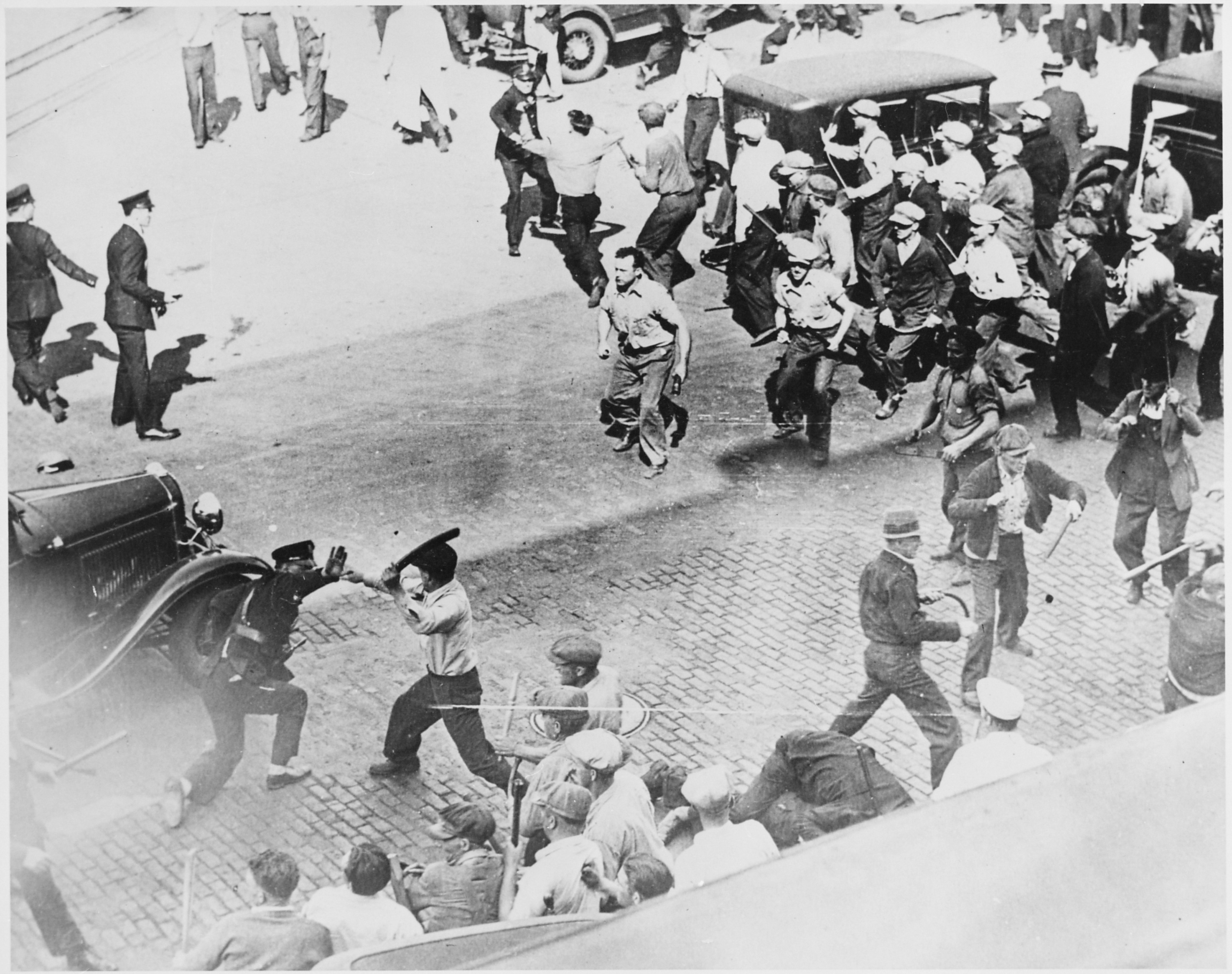
1934年的美國明尼蘇達州，手持鐵通的罷工工人與警察於街頭發生武力衝突

2005年12月20日，美国纽约公交系统工会属下3万4千多名员工在与市政府雇佣合同谈判破裂后开始大罢工。数以百万计的纽约市民冒着严寒步行上班。12月22日，在受到当局“逮捕工会领导人”的威胁后，纽约交通工人工会领导人投票决定结束长达三天的交通大罢工。

### 臺灣案例
遵循中華民國《工會法》及《勞資爭議處理法》規定的合法罷工（爭議行為），需先成立工會。而現役軍人與國防部所屬及依法監督之軍火工業員工則禁止不得成立工會，各級政府機關及公立學校公務人員則依其他法律規定（即依《公務人員協會法》僅能成立公務人員協會）。唯教師經爭取後已可成立工會。
工會提出勞資爭議調解程序無效後才能進行罷工投票，罷工投票需透過直接、無記名方式進行投票，經全體會員過半數之同意後方得宣告罷工。但對於教師、國防部及其所屬機關勞工、學校勞工，則另規定不得罷工，而對於水、電、瓦斯、醫院、銀行等影響大眾生命安全、國家安全或重大公共利益之事業勞工，勞資雙方應約定必要服務條款，罷工權亦有所限制。
但由於上述多項限制、許多工會由資方所掌握形同虛設、分紅體制導致無法成立工會、法律對勞工之保護不足，積極參與工運之勞工往往在事後遭公司冷落甚至解僱，以及勞工本身參與意願不足等原因，一般認為在台灣合法罷工的難度相當高。
- 1988年5月1日，台灣鐵路管理局司機員罷工事件
- 2016年6月24日，2016年華航空服員罷工事件
- 2019年2月8日，2019年中華航空機師罷工事件
- 2019年6月20日，2019年長榮航空空服員罷工事件

### 法國案例
法國2023年發起5波罷工，表達於對於馬克宏政府年金改革的不滿。